# Ariana
Ariana je ženské křestní jméno řeckého původu. Jeho další variantou je jméno Ariadné. Vzniklo složením slov ari a andámo a vykládá se jako „velmi se líbící“ a „ctihodná“.
Podle maďarského kalendáře má svátek 7. června.

## Ariana v jiných jazycích
- Slovensky, rusky: Ariadna
- Srbsky: Arijadna
- Německy, francouzsky: Ariane
- Anglicky: Ariadne
- Polsky: Ariadna
- Maďarsky: Ariadné
- Italsky: Arianna
- Persky: آریانا

## Známé nositelky jména
- Ariadné – v řecké mytologii dcera krétského krále Mínóa a jeho manželky Pásifaé
- Ariana Richards – americká herečka a profesionální výtvarná umělkyně
- Ariana Grande – americká herečka a zpěvačka italského původu